# IHS

Kristusmonogrammet IHS.

IHS är ursprungligen en förkortning för namnet Jesus i medeltida handskrifter, ursprungligen ΙΗΣ, varvid Η avser den grekiska bokstaven eta (Η).
Förkortningen IHS blev populär som Kristusmonogram mot medeltidens slut. Jeanne d'Arc hade det i sitt baner, och det propagerades mycket av den franciskanske folkpredikanten Bernardinus av Siena. Det finns också bland annat på Serafimerordens insignier.
Det förekommer som emblem i många svenska kyrkor (och på kyrkliga textilier) men har ofta varit missförstått. En vanlig uttydning är att det är en initialförkortning för det latinska Iesus, Hominum Salvator (”Jesus, människornas Frälsare”). Bland svensk allmoge utlästes det förr i tiden ofta som ”Iesus, Herrans Son”.

## Bilder

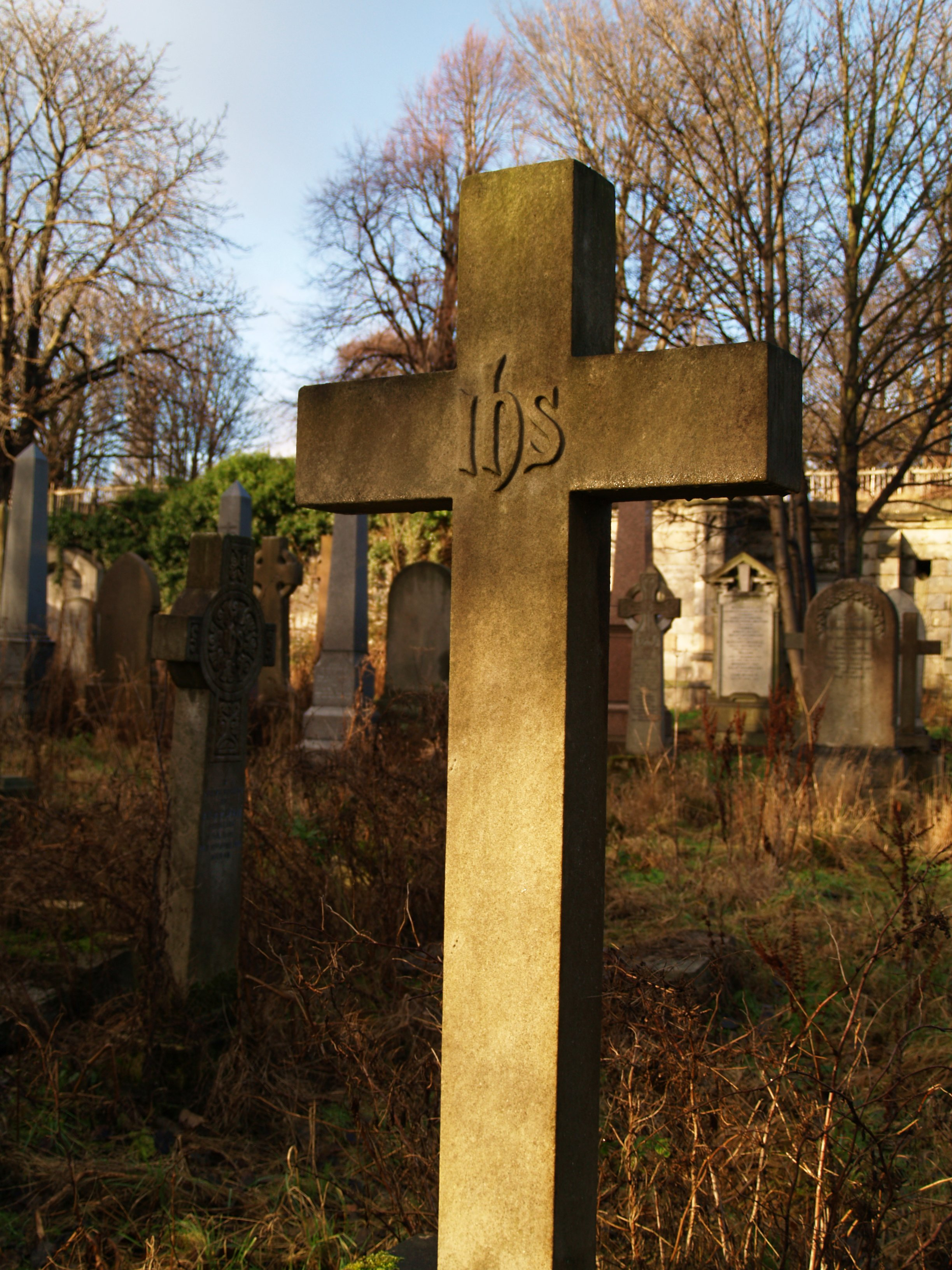
IHS-monogrammet på en gravsten.
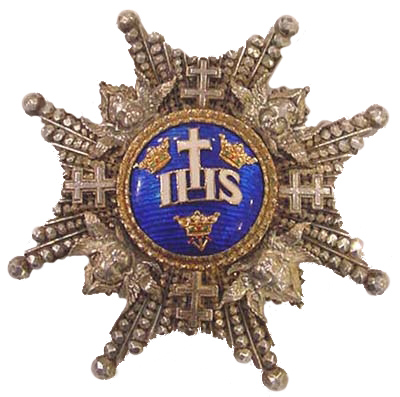
Serafimerorden-kraschan med inskriptionen ”IHS”.
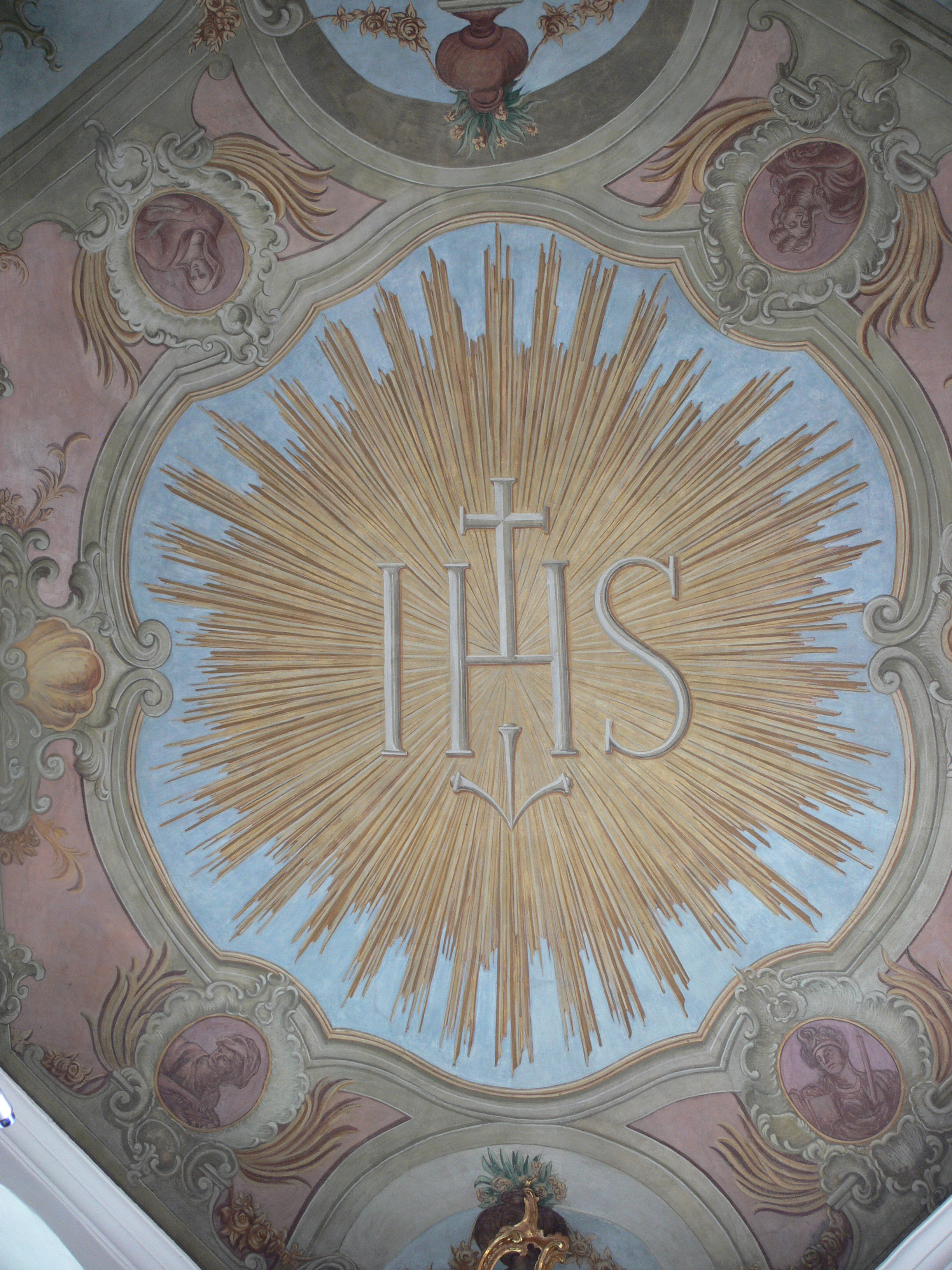
Takmålning i Sankta Ursula-kyrkan i Horgenzell i Landkreis Ravensburg.
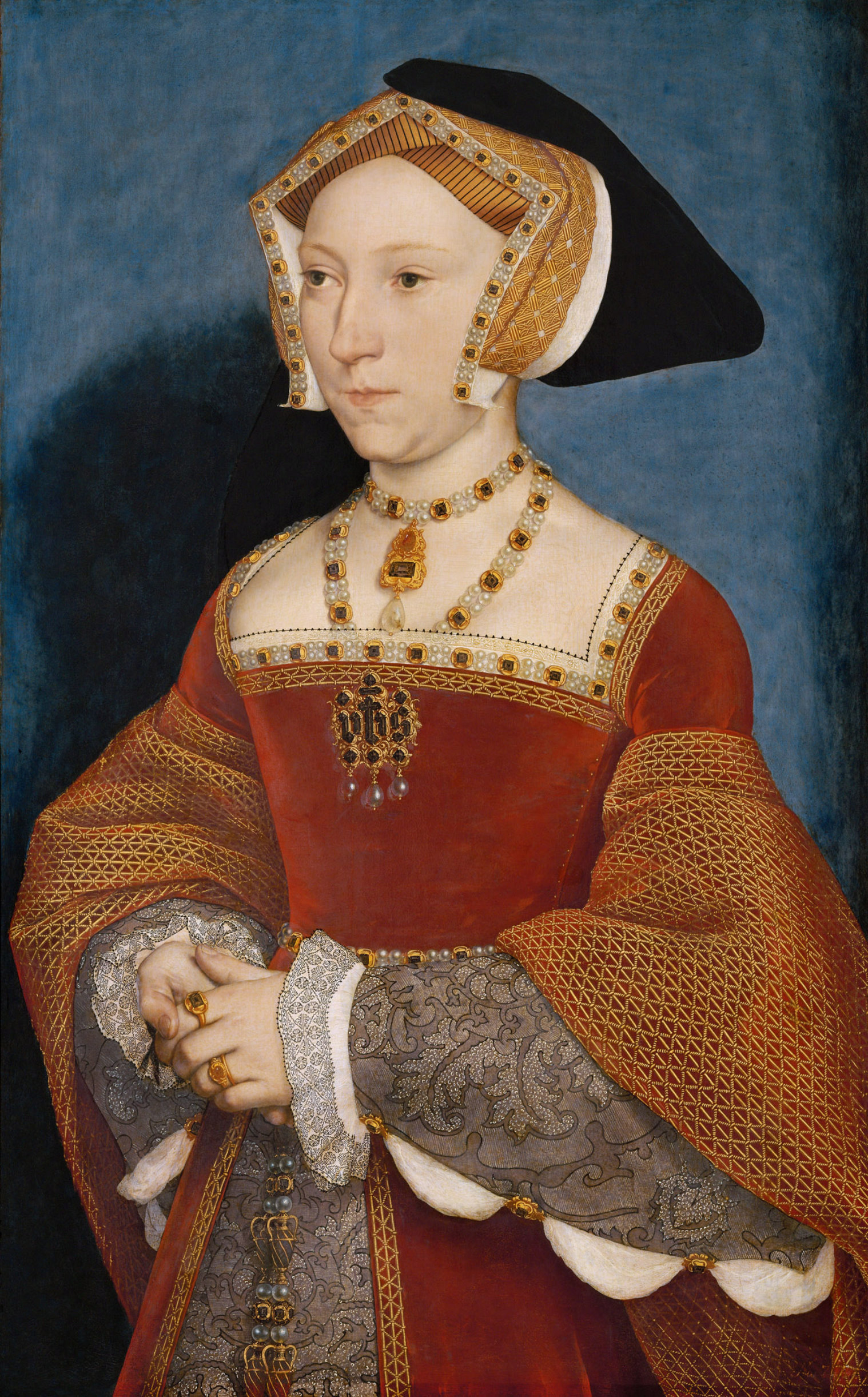
Jane Seymour med en IHS-brosch; målning av Hans Holbein den yngre.
IHS i påve Franciskus vapen.

## Jämför med
- INRI
- JHVH
- XP (☧)